# Богдански манастир
Манастир Богдан са црквом Светог Николе сматра се најстаријим црквеним здањем у Молдавији, а основао га је војвода Богдан I, оснивач молдавске феудалне привреде.
Цркву Светог Николе подигао је војвода Богдан I (1359-1365) у другој половини 14. века у знак захвалности Богу за победе у борби против угарске круне за постављање темеља слободне и независне економија источно од Карпата, у земљи Молдавије. Одабрао је ову цркву за краљевску некрополу и за себе и за потомке своје породице, где су овде сахрањени владари Молдавије до времена ткзв. Александра Великог (1400-1432), као и рођаци владарских породица.
Црква је током времена имала посебну историјску, верску и културну улогу. За време владавине ткзв. Александра Доброг (1400-1432) црква је постала епископска резиденција. Између 1479-1482, ткзв. Стефан Велики је поставио на гробове шест владара Молдавије лепо изрезбарене плоче, украшене уобичајеним мотивом плетеница, одвојене од једне плоче до друге, са натписима на црквенословенском или старобугарском. На улазу у цркву налази се натпис из периода Богдана III (1517). Манастиру је поклонио 800 пољских злота. Црква је обновљена за време владавине Александра III Лепушњану, који је 1559. године додао ограђени предњи трем и заменио неке прозорске оквире новим готичким. Поред југа налази се натпис на црквенословенском или старобугарском, који обавештава да је обнова манастирске цркве од 30. јуна 1559. године.